# Ray Cooper
Ray Cooper (født 19. september 1947) er en engelsk musiker. Han er en percussionist på både sessioner og turneer. Han har spillet med flere bands og musikere som George Harrison, Billy Joel, Paul McCartney, Eric Clapton og Elton John. Hans bemærkelsesværdige instrumenter omfatter tamburin, congas, trommer, rørklokker, bækkener og koklokke.